# Врамшапух
Врамшапух (арм. Վռամշապուհ [vrɑmʃɑpuh]) — армянский царь (400 (или с 389) — 414 годы) из династии Аршакуни, унаследовавший трон от своего брата Хосрова IV, который за симпатии к Византии был вызван к персидскому двору и там заключён в «Крепость забвения» («Ануш-берд»).

## Биография
Врамшапух поддерживал добрые отношения с соседями и восстановил мир между ними. Так, при содействии Врамшапуха между персами и римлянами в Месопотамии наступил долгий мир, что способствовало внутреннему благоустройству края, проникновению христианства в места, где ещё упорно держалось язычество (например в область Гогтан), и, наконец, ознаменовалось изобретением в 405—406 году армянского алфавита, с чего и начинает развиваться национальная литература армян. Главными сподвижниками Врамшапуха в этом деле были Саак Партев и Месроп Маштоц. В 414 году трон был снова передан брату Врамшапуха Хосрову IV.